# Herb Lądka-Zdroju

Herb Lądka-Zdroju w latach 1989-2015

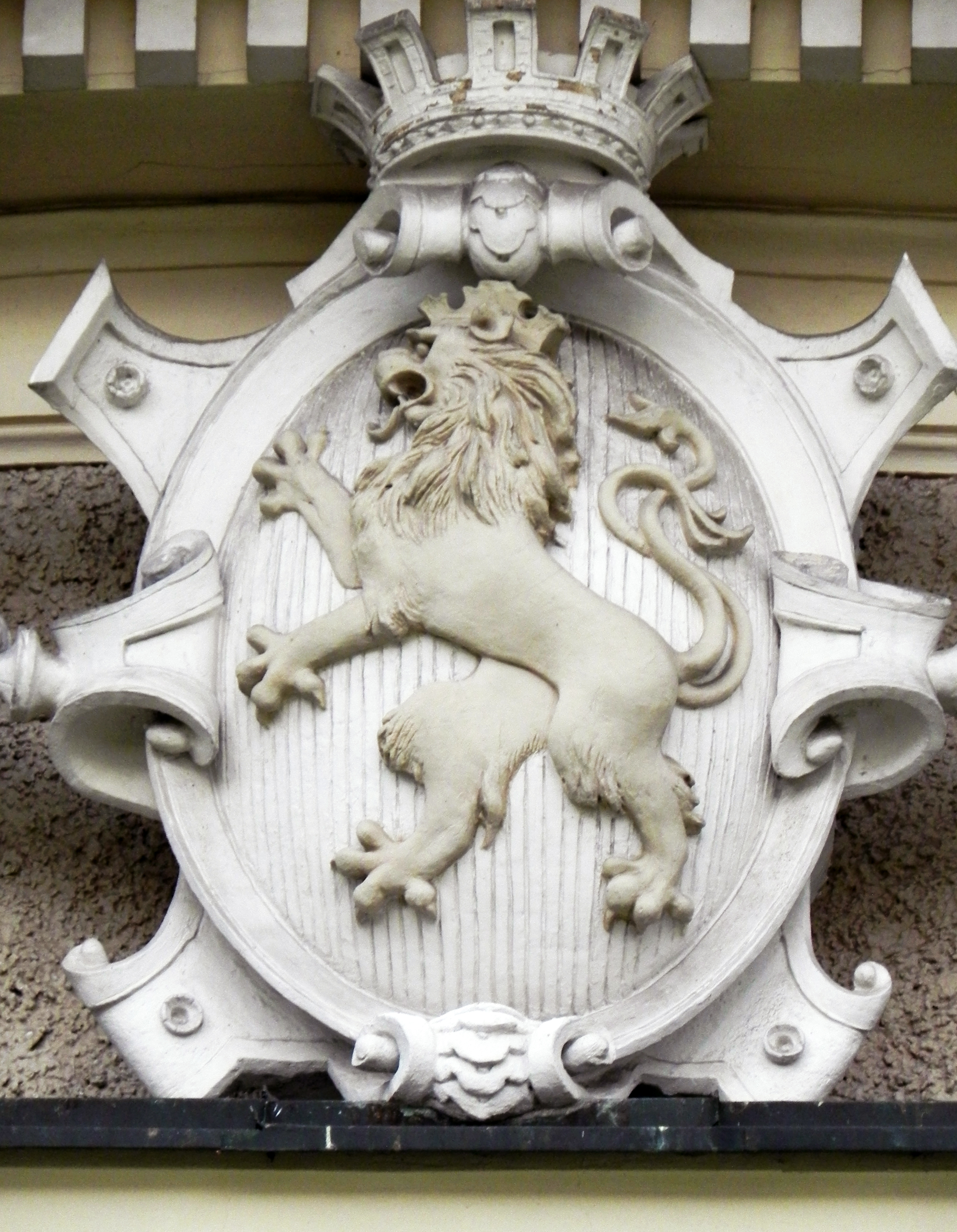
Herb Lądka-Zdroju nawiązujący do herbu czeskiego

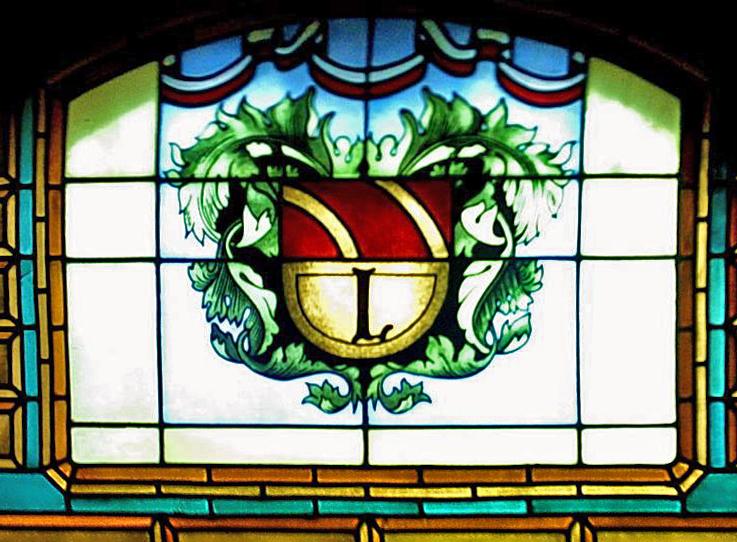
Herb z lat 1989-2015 na witrażu w lądeckim ratuszu

Herb Lądka-Zdroju – jeden z symboli miasta Lądek-Zdrój i gminy Lądek-Zdrój w postaci herbu.

## Wygląd i symbolika
Herb przedstawia w polu czerwonym lwa srebrnego, wspiętego, skierowanego w prawo (heraldycznie), z rozdwojonym ogonem, z uzbrojeniem złotym, w takiejż koronie. 

## Historia
Pierwsze miasta ziemi kłodzkiej otrzymały swoje pierwsze lokacje i prawa miejskie na tych ziemiach za czeskiej dynastii Przemyślidów i Luksemburgów. Przyjmuje się, że lokacja Kłodzka, stolicy regionu, została zapoczątkowana w latach 1253-1278 za panowania Przemysła Ottokara II. Powstanie ówczesnego Landeck również datuje się na XIII w. Lądek był więc częścią królestwa Czech i jak większość miast królewskich otrzymał herb przedstawiający godło królestwa. Tym samym herbem pieczętowały się również inne miasta ziemi kłodzkiej – Kłodzko i Bystrzyca Kłodzka.
Najstarsza znana pieczęć Lądka-Zdroju datowana jest różnie, na początek XV lub XVI wieku. Pieczęć o średnicy 37 mm, legenda otokowa gotycką majuskułą głosiła S ∙ CIVIUM DE LANDEK. W polu pieczęci oddzielonym od otoku linią ciągła znajdował się herb miasta. Tutaj lew nie był jeszcze ukoronowany, korona pojawiła się na przedstawieniach późniejszych.
Druga zachowana pieczęć miejska Lądka-Zdroju pojawia się na aktach miejskich z 2 poł. XVI wieku. Pieczęć z wspiętym lwem w polu pieczętnym, miała 23 mm średnicy, zaś na otoku legendę S ∙ CIVITATIS LANDECK (według Ottona Huppa S ∙ C ∙ LANDECK). W XVII wieku pojawiła się pieczęć wzorowana na poprzedniej, o większej średnicy (28 mm), z legendą u góry głoszącą S ∙ C ∙ LANDECK. Z pierwszej połowy XVIII wieku znane są odciski kolejnej pieczęci, o średnicy 40 mm. W polu znajduje się owalna tarcza z lwem czeskim. Na otoku legenda SIGILLUM CIVITATIS LANDECENSIS. Występowała w tym okresie także mniejsza pieczęć, o średnicy 28 mm, z tym samym godłem i legendą. Być może wzór tych pieczęci pochodzi z wieków wcześniejszych.
Następna pieczęć, z roku 1871, także zawierała herb z ukoronowanym lwem na bardziej skomplikowanej tarczy. Legenda otokowa głosiła, tym razem w języku niemieckim: DER MAGISTRAT zu LANDECK im SCHL(ESIEN). Odciski tej pieczęci zachowały się m.in. na banknotach zastępczych Lądka-Zdroju (tzw. notgeldach).
Wzór herbu konsekwentnie powtarzano w XIX-wiecznych niemieckich herbarzach, na banknotach zastępczych z początku XX wieku oraz jako elementy zdobnictwa architektonicznego. Heraldyk Otton Hupp zamieścił w swoim dziele z 1898 barwny wizerunek herbu z lwem. Inny heraldyk, Hugo Saurma, w swojej pracy z 1870 roku również przytoczył herb z lwem, chociaż twierdził, że herb ten jest błędny.
Także polscy heraldycy aktywni po II wojnie światowej umieszczali w swoich pracach herb Lądka-Zdroju z wizerunkiem czeskiego lwa. Byli to Marian Gumowski (1960), Marian Haisig (1967) oraz Andrzej Plewako i Józef Wanag (1990).
Lądek-Zdrój zrezygnował z wizerunku lwa w roku 1989 na rzecz herbu wywiedzionego z pieczęci sądowych.

### Złote kłody
Zachowane kłodzkie pieczęcie sądowe z XVI w. przedstawiają rysunek herbu z dwiema kłodami. Wizerunek ten przyjmuje się za starszy od czeskich lwów symbol regionu. Lingwiści wywodzą również nazwę Kłodzko od czeskiego słowa Kladsko kojarzonego właśnie z kłodami. Motyw kłód wraz z inicjałem "L" pojawił się na dawnych pieczęciach sądowych Lądka-Zdroju.
Motyw z pieczęci sądowych przypisał miastu niemiecki heraldyk Hugo Saurma, który w swoim herbarzu z 1870 roku opisał jako pieczęć miejską pieczęć sądu w Lądku-Zdroju. Na pieczęci tej widniał dwupolowy herb z kłodzkimi belkami w polu górnym oraz inicjałem "L" w polu dolnym. Saurma znał także pieczęcie miejskie z lwem, ale stwierdził, że to właśnie te pieczęcie są wynikiem omyłki.

### Herb z lat 1989-2015
Po przemianach ustrojowych w Polsce na fali odbudowującej się samorządności lokalnej powstał w Lądku projekt zmiany herbu. Główną przyczyną była chęć odróżnienia herbu Lądka od herbu Kłodzka (dotychczas oba miasta miały identyczny herb). Sięgnięto do wzorca, który został uznany za tradycyjny i pierwotny – złote kłody na czerwonym tle to tzw. "pasy Podiebradowiczów", nawiązujące do tradycji hrabstwa kłodzkiego, którego twórcą był Jerzy z Podiebradów. Zmiana herbu nastąpiła uchwałą Rady Narodowej nr 35/89 z 17 maja 1989.

### Powrót do historycznego herbu
Na początku drugiej dekady XXI wieku rozpoczęto działania zmierzające do przywrócenia Lądkowi historycznego herbu. Problem podnosiło m.in. Towarzystwo Przyjaciół Ziemi Lądeckiej w 2011 roku. W roku 2013 rozpisano konkurs na projekt herbu Lądka-Zdroju oraz innych insygniów, który wygrali Kamil Wójcikowski i Robert Fidura. Po dwóch latach prac i ustaleń, nowy projekt historycznego herbu uzyskał pozytywną opinię Komisji Heraldycznej i został oficjalnie uchwalony 27 lipca 2015.

## Legenda
W wielu publikacjach przytacza się legendę, która głosi, że w XVI w. miasto otrzymało ze stołecznej wówczas Pragi nowy herb. Miał nim być rzeźbiony wizerunek białego lwa w koronie na czerwonym polu. Gdy herb dotarł do Lądka, okazało się, że podczas podróży uszkodził się – czeski lew stracił ogon. Przedstawiciele miasta udali się więc ponownie do Pragi. Mieszczanie stanęli przed obliczem króla i przedstawili los, jaki spotkał ich herb. Król, chcąc zabezpieczyć lwa przed utratą ogona, kazał wykonać nowy wizerunek lwa z dwoma ogonami, na wypadek, gdyby historia miałaby się powtórzyć. Mieszczanie wracając do Lądka wieźli herb bardzo ostrożnie. Dotarł on na miejsce w całości – tym razem już z dwoma ogonami. I tak już zostało.